# Helicia paucinervia
Helicia paucinervia är en tvåhjärtbladig växtart som beskrevs av Merrill. Helicia paucinervia ingår i släktet Helicia och familjen Proteaceae. Inga underarter finns listade i Catalogue of Life.